# Bradypodion gutturale
Il camaleonte nano di Robertson (Bradypodion gutturale (Smith, 1849)) è un piccolo sauro della famiglia Chamaeleonidae, endemico del Sudafrica.

## Descrizione
È un camaleonte di media taglia, che può raggiungere i 15 cm di lunghezza totale, di cui il 70% spetta alla coda.

## Distribuzione e habitat
Questa specie di camaleonte è diffuso nella zona centro-meridionale della Provincia del Capo occidentale, in Sudafrica. Il suo areale comprende il Piccolo Karoo e le aree montuose circostanti e si estende a ovest sino a Cederberg, a est sino a Uniondale e a sud sino alle pianure costiere di Agulhas, da Robertson alla riserva naturale De Hoop.
Predilige la vegetazione del fynbos e le aree di transizione tra il fynbos e la vegetazione succulenta del Karoo.